# بغداد خاتون
بغداد خاتون ((بالفارسية: بغداد خاتون)؛ توفيت 16 ديسمبر 1335م) (فقرة. الملكة بغداد)، ابنة تشوبان وإحدى أميرات آل تشوبان، تزوجت أبا سعيد بهادور خان وأصبحت الزوجة الإمبراطورة فترة الدولة الإلخانية.

## عائلة
كانت بغداد خاتون ابنة الأمير شوبان، الذي كان أميرًا مغوليًا بارزًا في عهد الخان. لديها أربعة أخوه أشقاء: حسن، ديماسق كاجا، تيمورتاش، والشيخ محمود.

## الزيجات

### حسن بوزرك
في عام 1323م، تزوجت بغداد خاتون من الأمير الشيخ حسن بزرك، نجل الأمير حسين قرقان، نجل أمير آق بقا جلاير. في عام 1325م، وقع أبو سعيد(الخان)، وهو في العشرين من عمره، في حب بغداد وأراد الزواج منها رغم أنها كانت متزوجة من الشيخ حسن. طلب يدها من والدها شوبان من خلال وسطاء. في ذلك الوقت، كان من المعلوم أنه وفقًا لقانون Genggisid، يجب على أي امرأة يطلبها الخان الطلاق من زوجها وإرسالها إلى حريم الإمبراطور.
من ناحية أخرى، لم يمتثل شوبان لأمر أبو سعيد في مسألة ابنته. في الواقع، لم يرفض تشوبان أمره علانية، لكنه أجّله لغاية في نفسه. حيث أرسل ابنته وصهره إلى قرباغ وأبو سعيد إلى بغداد في الشتاء. لكن بعد فصل الشتاء، لم يعط شوبان أي رد لأبي سعيد، ومن أجل المراوغة أدرك أن أفضل مسار للعمل هو أن يتغيب عن بلاط الإمبراطور لبضعة أيام. ولما ذهب أخذ معه الوزير جياث الملك وغيره من الأمراء الأمر الذي استفز السلطان ضده.
عندما غادر تشوبان إلى خراسان، حرض الأمراء المتنافسون أبو سعيد على ديماسك كاجا نجل تشوبان، وأعدموه في عام 1327م. بعد إعدام ابنه، تحدث تشوبان بتوبيخ عن أبو سعيد، وقتل في مواجهة مع جنوده.

### أبو سعيد
بعد تشوبان، لم يكن هناك ما يمنع أبو سعيد من الزواج من بغداد. هذه المرة، أرسل قاضيا ليطلب يد بغداد من زوجها حسن. طلقت بغداد من زوجها وتزوجها أبو سعيد. بعد زواجها، بدأت بغداد في القيام بدور نشط في جميع الشؤون الإدارية والمالية. منحها أبو سعيد أمرا ملكيا قيما جدًا، وهذا يعني أنه إلى جانب سلطتها السياسية، كانت لديها أيضًا موارد اقتصادية غنية جدًا. أصبحت فعالة للغاية في الشؤون السياسية مع الوزير غياث الدين محمود الرشيدي. انتقمت لوالدها وشقيقها. من خلال استغلال هذه الفرصة، أعدمت أعداء والدها وإخوتها. اعتبرت والدة أبو سعيد، الحاج خاتون، أن بغداد تنافس نفوذها على أبو سعيد.
حصلت على لقب خوداونديجار (السيد العظيم). باستخدام سلطتها، منعت بغداد خاتون زواج أرملة تشوبان كوردشين خاتون من مالك غياث الدين من هرات، الذي اغتال والدها عام 1327م. كما تمكنت من الحصول على وضع محترم لزوجة أبيها ساتي بك خاتون ونجلها سورغان.
في عام 1331م - 1332م قيل أن بغداد خاتون التقيت سراً مع زوجها السابق الشيخ حسن، بل وخططا لقتل أبو سعيد. بعد عام واحد، كان من الواضح أن هذه كانت مجرد إشاعات، لكن هذا الحدث حد من سلطتهم وعُيِّنَ حاكماً للأناضول. خلال هذا الوقت، وقع أبو سعيد في حب دلشاد خاتون، ابنة شقيق بغداد، ابنة ديماسق كاجا وحفيدة شوبان. طلق بغداد وتزوجها عام 1333م. فقدت بغداد قوتها وسلطتها إلى حد كبير. في نهاية حياته، لم يكن سعيدًا بزوجاته، لكنه أحب دلشاد كثيرًا. لذلك شعرت بغداد بغيرة شديدة.

## وفاتها
بعد وفاة أبو سعيد عام 1335م، توج أربا كيون على مملكة الخان ولكن بغداد لم تطيعه وأعدمها بحجة تحالفها السري مع العدو أوز بك خان وتسمم أبو سعيد. تعرضت للضرب حتى الموت من قبل خواجة لولو، عبد يوناني في الحمام في 16 ديسمبر 1335م.